# 张曼玲
张曼玲（1935年—2022年12月27日），原名张金玲，女，北京人，中国京剧表演艺术家，一级演员，国家级非物质文化遗产项目（京剧）代表性传承人。